# DNALI1
DNALI1 (англ. Dynein axonemal light intermediate chain 1) – білок, який кодується однойменним геном, розташованим у людей на 1-й хромосомі. Довжина поліпептидного ланцюга білка становить 258 амінокислот, а молекулярна маса — 29 662.
| 10         |  | 20         |  | 30         |  | 40         |  | 50         |
| ---------- |  | ---------- |  | ---------- |  | ---------- |  | ---------- |
| MIPPADSLLK |  | YDTPVLVSRN |  | TEKRSPKARL |  | LKVSPQQPGP |  | SGSAPQPPKT |
| KLPSTPCVPD |  | PTKQAEEILN |  | AILPPREWVE |  | DTQLWIQQVS |  | STPSTRMDVV |
| HLQEQLDLKL |  | QQRQARETGI |  | CPVRRELYSQ |  | CFDELIREVT |  | INCAERGLLL |
| LRVRDEIRMT |  | IAAYQTLYES |  | SVAFGMRKAL |  | QAEQGKSDME |  | RKIAELETEK |
| RDLERQVNEQ |  | KAKCEATEKR |  | ESERRQVEEK |  | KHNEEIQFLK |  | RTNQQLKAQL |
| EGIIAPKK   |  |            |  |            |  |            |  |            |

A: Аланін

C: Цистеїн

D: Аспарагінова кислота

E: Глутамінова кислота

F: Фенілаланін

G: Гліцин

H: Гістидин

I: Ізолейцин

K: Лізин

L: Лейцин

M: Метіонін

N: Аспарагін

P: Пролін

Q: Глутамін

R: Аргінін

S: Серин

T: Треонін

V: Валін

W: Триптофан

Кодований геном білок за функцією належить до білкових моторів. 
Задіяний у такому біологічному процесі, як альтернативний сплайсинг. 